# Sofia Open
Az Sofia Open minden év februárjában megrendezett tenisztorna férfiak számára Szófiában. Jelenlegi hivatalosan szponzorált neve Garanti Koza Sofia Open.
Az ATP 250 Series tornák közé tartozik, összdíjazása 540 310 €. A versenyen 28 versenyző vehet részt.
A mérkőzéseket kemény borítású pályákon játsszák, 2016 óta.

## Győztesek

### Egyéni
| Év   | Győztes               | Ellenfél a döntőben | Eredmény a döntőben     |
| ---- | --------------------- | ------------------- | ----------------------- |
| 2019 | Danyiil Medvegyev     | Fucsovics Márton    | 6–4, 6–3                |
| 2018 | Mirza Bašić           | Marius Copil        | 7–6(8–6), 6–7(4–7), 6–4 |
| 2017 | Grigor Dimitrov       | David Goffin        | 7-5, 6-4                |
| 2016 | Roberto Bautista Agut | Viktor Troicki      | 6-3, 6-4                |

### Páros
| Év   | Győztesek                         | Ellenfelek a döntőben                  | Eredmény a döntőben |
| ---- | --------------------------------- | -------------------------------------- | ------------------- |
| 2019 | Nikola Mektić / Jürgen Melzer     | Hsieh Cheng-peng / Christopher Rungkat | 6–2, 4–6 [10–2]     |
| 2018 | Robin Haase / Matwé Middelkoop    | Nikola Mektić / Alexander Peya         | 5–7, 6–4, [10–4]    |
| 2017 | Viktor Troicki / Nenad Zimonjic   | Michail Elgin / Andrej Kuznyecov       | 6-4, 6-4            |
| 2016 | Wesley Koolhof / Matwe Middelkoop | Philipp Oswald / Adil Shamasdin        | 5-7, 7-6(9), [10-6] |

## Külső hivatkozások
- Hivatalos oldal